# サーラ・カバナ
サーラ・カバナ（Sarah Kavanagh、1973年6月3日 - ）は、アイルランドのレーシングドライバー。「カヴァナ」、「カバノフ」と表記されることもあった。

## 略歴
1992年に4輪レースデビュー。1995年にフォーミュラ・ボクスホールのチャンピオンを獲得。翌1996年、イギリスF2選手権で2度の4位入賞でポイントを獲得する。
1997年に来日し、セルモと契約しフォーミュラ・ニッポンに参戦。同シリーズ初の女性ドライバーとして話題になった。しかし、開幕戦鈴鹿での予選タイムはトップの14秒落ち、決勝は最下位で完走。第2戦美祢では、再び嘆願書を提出して決勝出走が許可されたものの、結果はリタイアとなった。「参戦継続の環境が整うまで以後の参戦を見合わせたい」とチーム側に第3戦以後のエントリー休止を申し出てチーム側も了承したが、結局そのまま復帰することなくシリーズから姿を消した。
カバナは、F1を目指すための最適の場としてフォーミュラ・ニッポンへ参戦したが、スピンや他車と交錯や、あわや接触というシーンも見受けられ、ドライビングが未熟で危険だとする指摘もあった。また、本人が思っていた以上にフォーミュラ・ニッポンのレベルが高く
、本人も能力不足を痛感していた。さらに、日本とイギリスをエンジニアやメカニック数人と毎レースごとに往復しながら参戦していたため活動資金の負担が大きすぎた。これらの事からカヴァナを起用したことについて疑問を呈する声やバッシングも巻き起こることとなった(後述参照)。
その後は、2001年にEURO BOSSシリーズに参戦後引退。運営されていた自身の公式ウェブサイトは閉鎖され、フランス南部で夫と子供と共にモータースポーツと無縁の生活を営んでいる。

## レース戦績

### フォーミュラ・ニッポン
| 年     | チーム      | シャシー        | エンジン       | タイヤ | 1      | 2       | 3   | 4   | 5   | 6   | 7   | 8   | 9   | 10  | 順位 | ポイント |
| ------ | ----------- | --------------- | -------------- | ------ | ------ | ------- | --- | --- | --- | --- | --- | --- | --- | --- | ---- | -------- |
| 1997年 | TEAM CERUMO | レイナード・95D | コスワース・AC | B      | SUZ 14 | MIN Ret | FSW | SUZ | SUG | FSW | MIN | TRM | FSW | SUZ | NC   | 0        |

## 付記
- 日本に活動の舞台を移す際、セルモに彼女を紹介し、推薦したのはかつてセルモから全日本F3000に参戦していたキャリアがあるエディー・アーバインだと言われている。しかし実際はフォーミュラ・ニッポンを運営する日本レースプロモーション（JRP）の「客寄せパンダ」としての興行面に対する意向が大きかったものとも伝えられる。
- 「フォーミュラ・ニッポン初の女性ドライバー」として期待されていたが、結果が低調だったため、「そんなカヴァナ！」と揶揄するような発言が当時雑誌の記事やメディア等に見られた。またイギリスF2のキャリアも、完走6台中最下位でのポイント獲得や出走5台のみ等、出走したレースそのもののエントリー台数が極端に少なかった結果だった事が後に発覚したことも災いした。自身が持ち込んだマシンのエンジンも、当時フォーミュラ・ニッポンで主流だった無限・MF308ではなく、当時国際F3000選手権で多くのユーザを持っていたコスワースAC(ニコルソンチューン)であった。また、日本に在住してレースに集中できる環境を整えるべきという周囲からの進言をホームシック等を理由に拒んでいた。